# Francis L. Sullivan
Francis Loftus Sullivan (Wandsworth, 6 gennaio 1903 – New York, 19 novembre 1956) è stato un attore britannico.

## Biografia
Nato a Londra, Francis L. Sullivan studiò allo Stonyhurst College, una scuola privata del Lancashire gestita dai Gesuiti, che ebbe tra i propri allievi anche l'attore Charles Laughton e lo scrittore Arthur Conan Doyle.
Dotato di un fisico corpulento e di un timbro vocale profondo e suadente, il diciottenne Sullivan fece il suo debutto teatrale nel 1921 all'Old Vic nel Riccardo III di Shakespeare, nel quale apparve in quattro differenti ruoli. Subito dopo intraprese una tournée con la Shakespeare Company di Charles Doran, recitando in opere shakespeariane e in lavori tratti da opere di George Bernard Shaw fino al 1931, anno in cui passò a lavorare per il grande schermo, debuttando in alcune pellicole di produzione britannica, tra cui The Missing Rembrandt (1932).
Con il suo aspetto florido, la sua voce ingannevolmente dolce e il suo sguardo tagliente, Sullivan ebbe sempre parti adatte alla sua mole massiccia. Il suo talento nel rappresentare personaggi malvagi lo fece ben presto notare dai produttori americani e, già nel 1934, la Universal Pictures scritturò l'attore per il ruolo di Jaggers ne Il forzato, versione cinematografica del romanzo Grandi speranze di Charles Dickens. L'anno successivo interpretò un altro ruolo dickensiano, quello di Mr. Crisparkle in Mystery of Edwin Drood (1935).
Continuando ad alternare l'attività teatrale con quella sul grande schermo, Sullivan interpretò ruoli di carattere in film quali La cittadella (1938), Il principe Azim (1938) e Audace avventura (1942), quest'ultimo con lo pseudonimo di François Sully. Impersonò Pothinus, cortigiano di Tolomeo XIII, nel dramma Cesare e Cleopatra (1945), diretto da Gabriel Pascal e tratto dall'omonima opera teatrale di G.B. Shaw, ultimo film di cui il celebre commediografo britannico curò personalmente la supervisione. Dodici anni dopo la versione prodotta dalla Universal, nel 1946 Sullivan tornò a Dickens riprendendo il ruolo di Jaggers in Grandi speranze (1946), al fianco di John Mills e Alec Guinness. Due anni più tardi interpretò ancora una volta un personaggio dickensiano, il mellifluo Mr. Bumble ne Le avventure di Oliver Twist (1948). Altri ruoli notevoli furono quelli del vescovo e diplomatico francese Pierre Cauchon in Giovanna d'Arco (1948) e dell'inquisitore spagnolo Francisco de Bobadilla nel biografico Cristoforo Colombo (1949) con Fredric March nel ruolo del navigatore genovese.
Nel 1950 Sullivan interpretò uno dei suoi ruoli più riusciti, quello del perfido Phil Nosseross nel noir I trafficanti della notte (1950), diretto in Inghilterra da Jules Dassin, e considerato il capolavoro del regista. Sullo sfondo di una Londra notturna, tenebrosa e grottesca, l'attore ritrae lo spregiudicato gestore di un nightclub di Soho, alle prese con affari loschi, con una moglie (Googie Withers) che lo detesta, e con un ambizioso dipendente del locale (Richard Widmark) che aspira a gestire in proprio un giro di incontri di lotta e pugilato, e che, sfidando il sistema, finisce per essere tradito dal suo stesso ingombrante "boss", il quale gli tende una trappola e lo fa uccidere.
Divenuto cittadino statunitense, nella prima metà degli anni cinquanta Sullivan recitò principalmente per la televisione americana e i suoi ruoli sul grande schermo si diradarono. Ebbe comunque modo di affrontare anche due ruoli leggeri nelle commedie Il cane della sposa (1951), accanto a Farley Granger e Shelley Winters, e L'avventuriera di Tangeri (1952), al fianco di Bob Hope e Hedy Lamarr, e di recitare in alcune pellicole d'avventura come L'oro dei Caraibi (1952), Sangaree (1953) e Tamburi a Tahiti (1954). La sua ultima apparizione sul grande schermo fu nel film Il demone dell'isola (1955), avventura di intrighi a sfondo esotico interpretata da John Payne.
Fu comunque il palcoscenico a riservare all'attore l'ultimo trionfo a Broadway grazie al ruolo dell'avvocato Sir Wilfrid Robarts nella versione teatrale di Witness for the Prosecution, pièce di Agatha Christie che verrà portata sullo schermo due anni più tardi nel film Testimone d'accusa (1957), con l'interpretazione di Charles Laughton. Il ruolo di Sir Wilfrid consentì a Sullivan di guadagnarsi il Tony Award nel 1955, ma già nel 1930 l'attore aveva affrontato un altro lavoro della Christie, interpretando il detective Hercule Poirot nella pièce Black Coffee, andata in scena all'Embassy Theatre di Londra.
Francis L. Sullivan morì improvvisamente a New York il 19 novembre 1956, all'età di cinquantatré anni, per un attacco cardiaco. È sepolto nel Woodside Cemetery della cittadina di Poestenkill, Contea di Rensselaer, nello stato di New York.

## Filmografia

### Cinema
- The Right to Live, regia di Albert Parker (1932)
- When London Sleeps, regia di Leslie S. Hiscott (1932)
- The Missing Rembrandt, regia di Leslie S. Hiscott (1932)
- The Chinese Puzzle, regia di Guy Newall (1932)
- Called Back, regia di Reginald Denham e Jack Harris (1933)
- F.P.1, regia di Karl Hartl (1933)
- The Stickpin, regia di Leslie S. Hiscott (1933)
- The Wandering Jew, regia di Maurice Elvey (1933)
- Il vagone rosso (Red Wagon), regia di Paul L. Stein (1933)
- Gli incendiari (The Fire Raisers), regia di Michael Powell (1934)
- The Warren Case, regia di Walter Summers (1934) (non accreditato)
- Il difensore misterioso (The Return of Bulldog Drummond), regia di Walter Summers (1934)
- Princess Charming, regia di Maurice Elvey (1934) (con il nome Francis Sullivan)
- Chu Chin Chow, regia di Walter Forde (1934)
- What Happened Then?, regia di Walter Summers (1934)
- Jew Süss, regia di Lothar Mendes (1934)
- Il forzato (Great Expectations), regia di Stuart Walker (1934) (con il nome Francis Sullivan)
- Cheating Cheaters, regia di Richard Thorpe (1934)
- Strange Wives, regia di Richard Thorpe (1934)
- Mystery of Edwin Drood, regia di Stuart Walker (1935)
- Una donna sola (A Woman Alone), regia di Eugene Frenke (1936)
- La sua ultima relazione (Her Last Affair), regia di Michael Powell (1936)
- The Interrupted Honeymoon, regia di Leslie S. Hiscott (1936)
- Spy of Napoleon, regia di Maurice Elvey (1936)
- The Limping Man, regia di Walter Summers (1936)
- Fine Feathers, regia di Leslie S. Hiscott (1937)
- Una partita scandalosa (Action for Slander), regia di Tim Whelan (1937) (con il nome Francis Sullivan)
- La tragedia del K2 (Non-Stop New York), regia di Robert Stevenson (1937)
- Pranzo al Ritz (Dinner at the Ritz), regia di Harold D. Schuster (1937)
- The Gables Mystery, regia di Harry Hughes (1938)
- On the High Road (1938) – per la tv
- The Crooked Billet (1938) – per la tv
- Il principe Azim (The Drum), regia di Zoltán Korda (1938) (con il nome Francis Sullivan)
- Il treno scomparso (Kate Plus Ten), regia di Reginald Denham (1938)
- La cittadella (The Citadel), regia di King Vidor (1938) (con il nome Francis Sullivan)
- Climbing High, regia di Carol Reed (1938)
- L'ultima rosa (The Ware Case), regia di Robert Stevenson (1938)
- The Four Just Men, regia di Walter Forde (1939)
- Young Man's Fancy, regia di Robert Stevenson (1939)
- Fatalità (21 Days), regia di Basil Dean (1940)
- La primula Smith (Pimpernel Smith), regia di Leslie Howard (1941) (con il nome Francis Sullivan)
- The Day Will Dawn, regia di Harold French (1942) (con il nome Francis Sullivan)
- Audace avventura (The Foreman Went to France), regia di Charles Frend (1942) (con il nome François Sully)
- La signora di Lisbona (The Lady from Lisbon), regia di Leslie S. Hiscott (1942)
- The Butler's Dilemma, regia di Leslie S. Hiscott (1943)
- Fiddler's Three, regia di Harry Watt (1944)
- Cesare e Cleopatra (Caesar and Cleopatra), regia di Gabriel Pascal (1945)
- Il cavaliere in nero (The Laughing Lady), regia di Paul L. Stein (1946)
- Grandi speranze (Great Expectations), regia di David Lean (1946)
- I contrabbandieri (The Man Within), regia di Bernard Knowles (1947)
- Prendi la mia vita (Take My Life), regia di Ronald Neame (1947)
- Atterraggio forzato (Broken Journey), regia di Ken Annakin e Michael C. Chorlton (1948)
- Le avventure di Oliver Twist (Oliver Twist), regia di David Lean (1948)
- Tutto mi accusa (The Winslow Boy), regia di Anthony Asquith (1948)
- Giovanna d'Arco (Joan of Arc), regia di Victor Fleming (1948)
- Cristoforo Colombo (Christopher Columbus), regia di David MacDonald (1949)
- Il Danubio rosso (The Red Danube), regia di George Sidney (1949)
- I trafficanti della notte (Night and the City), regia di Jules Dassin (1950)
- Il cane della sposa (Behave Youself!), regia di George Beck (1951)
- L'avventuriera di Tangeri (My Favorite Spy), regia di Norman Z. McLeod (1951)
- L'oro dei Caraibi (Caribbean), regia di Edward Ludwig (1952)
- Sangaree, regia di Edward Ludwig (1953)
- I saccheggiatori del sole (Plunder of the Sun), regia di John Farrow (1953)
- Tamburi a Tahiti (Drums of Tahiti), regia di William Castle (1954)
- Il figliuol prodigo (The Prodigal), regia di Richard Thorpe (1955)
- Il demone dell'isola (Hell's Island), regia di Phil Karlson (1955)

### Televisione
- The Chevrolet Tele-Theatre – serie TV, episodio 1x32 (1949)
- The Magnavox Theatre – serie TV, episodio 1x02 (1950)
- Somerset Maugham TV Theatre – serie TV, episodio 1x02 (1950)
- The Philco Television Playhouse – serie TV, episodio 3x10 (1950)
- Suspense – serie TV, episodi 3x08-3x13-4x05 (1950-1951)
- Lux Video Theatre – serie TV, episodio 2x13 (1951)
- Studio One – serie TV, episodi 4x30-4x34 (1952)
- Lights Out – serie TV, episodi 3x51-4x51 (1951-1952)
- Omnibus – serie TV, episodio 1x07 (1952)
- The Gulf Playhouse – serie TV, episodio 2x06 (1953)
- The Ford Television Theatre – serie TV, episodio 2x07 (1953)
- Robert Montgomery Presents – serie TV, episodio 5x14 (1953)
- The Philip Morris Playhouse – serie TV, episodio 1x20 (1954)
- Cavalcade of America – serie TV, episodio 2x18 (1954)
- The Motorola Television Hour – serie TV, episodio 1x11 (1954)
- Armstrong Circle Theatre – serie TV, episodio 4x32 (1954)
- Schlitz Playhouse of Stars – serie TV, episodi 2x10-4x08 (1952-1954)
- General Electric Theater – serie TV, episodi 1x06-4x02 (1953-1955)

## Doppiatori italiani
Nelle versioni in italiano dei suoi film, Francis L. Sullivan è stato doppiato da:
- Mario Besesti in Grandi speranze, Le avventure di Oliver Twist,  Giovanna d'Arco, Cristoforo Colombo, Sangaree
- Olinto Cristina in La primula Smith
- Vinicio Sofia in Il figliuol prodigo
- Riccardo Garrone in I trafficanti della notte